# Casse-noisettes et ses copains
Pour plus de détails, voir Fiche technique et Distribution.
Casse-noisettes et ses copains (Screwball Squirrel) est un cartoon réalisé par Tex Avery en 1944, mettant en scène pour la première fois l'écureuil fou Casse-noisettes.

## Synopsis
Un écureuil loufoque provoque un chien de chasse qui le poursuit tout au long du court-métrage.

## Fiche technique
- Réalisateur : Tex Avery
- Scénariste : Henry Wilson Allen (en)
- Animateurs : Irven Spence (non crédité), Preston Blair (non crédité), Ed Love (non crédité) et Claude Smith (artiste agencement non crédité)
- Musique : Scott Bradley (musique originale) (non crédité), Imogene Lynn (département musique) (non crédité)
- Producteur : Fred Quimby pour la Metro-Goldwyn-Mayer cartoon studio (non crédité), Loew's Incorporated
- Distribution : Métro-Goldwyn-Mayer, Loew's Incorporated (seulement aux USA et au cinéma)
- Genre : Comédie, Film d'animation
- Pays :  États-Unis
- Langue : Anglais
- Format : Couleur (Technicolor) - 1,37:1 – Monophonique - 35 mm
- Durée : 7 minutes
- Date de sortie : 
  - États-Unis : 1er avril 1944 (cinéma)

## Distribution
Voix originales
- Cal Howard : le chien Meathead
- Dick Nelson : le chien Meathead (non crédité)
- Wally Maher : Casse-noisettes (non crédité)

Voix française
- Gérard Surugue : le chien Meathead
- Eric Métayer : Casse-noisettes